# Chakasie
Chakasie či Chakasko, plným názvem Chakaská republika (rusky Республика Хакасия, Respublika Chakasija; chakasky Хакас Республиказы, Chakas Respublikazy), je republikou Ruské federace ležící na jižní Sibiři, v povodí řeky Jeniseje, jež tvoří východní hranici této země. V rámci sibiřských republik Ruska je rozlohou nejmenší.

## Historie
- 15. srpna 1990 byla jednostranně vyhlášena Chakaská ASSR
- 3. července 1991 byl přijat zákon RSFSR o přeměně Chakaská AO na Chakaskou SSR v rámci RSFSR
- 29. ledna 1992 byla Chakaská SSR přejmenována na Chakaskou republiku
- 6. března 1992 byla přijata deklarace o vztazích mezi Chakaskou republikou a RSFSR

## Symboly

### Vlajka
Chakaská vlajka je tvořena listem o poměru stran 1:2 se třemi vodorovnými pruhy: modrým, bílým a červeným. U žerdi je zelený svislý pruh o šířce 1/3 šířky vlajky. Uprostřed zeleného pruhu je žluto-zelený sluneční emblém: kružnice vepsané do dvou, kolmo k sobě postavených kosočtverců. Barva hrotů kosočtverců a vnější kružnice je žlutá, dále se barvy střídají zelená-žlutá.

## Geografie

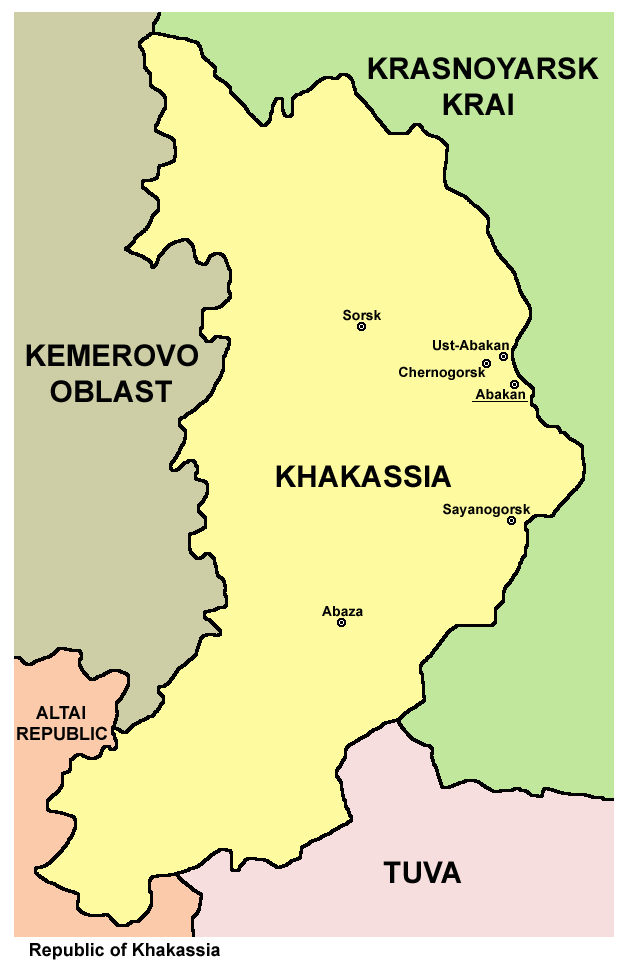
Geografická poloha

Hlavním městem Chakaské republiky je Abakan. Rozloha Chakasie činí 61 900 km². Celkem na území této republiky Ruské federace žije cca 540 000 obyvatel, z čehož více než třetinu tvoří obyvatelé hlavního města. Na západě sousedí s Kemerovskou oblastí, na jihozápadě s Altajskou republikou, na jihovýchodě s  republikou Tuva, na severu a východě s Krasnojarským krajem.

## Průmysl
V oblasti se těží černé uhlí, železné rudy a barevné kovy. Průmysl je energetický (Sajansko-šušenská hydroelektrárna na Jeniseji), hutnický (hliník), dřevozpracující a spotřební.

## Obyvatelstvo
Z celkového počtu je původních Chakasů jen asi 12 %, Rusů pak 80 % (z hlediska domácího etnika vůbec nejhorší poměr ze všech federálních republik Ruska). Zajímavostí je zbytek (cca 1,7 %) Povolžských Němců, kteří sem byli vysídleni jakožto „podezřelé elementy“ během druhé světové války na příkaz Stalina.

## Náboženství
Z náboženství převažuje pravoslaví (a to i u Chakasů, kteří k němu byli konvertováni) a zčásti přežívá starý šamanismus.
Pravoslavná církevní správní jednotka zahrnující území celé republiky je Eparchie abakanská.